# Sebastian Tyrała
Sebastian Tyrała (* 22. Februar 1988 in Racibórz) ist ein ehemaliger deutsch-polnischer Fußballspieler sowie seit November 2024 Cheftrainer des Wuppertaler SV.
Für Borussia Dortmund bestritt er 2006 sein Debüt in der 1. Bundesliga. Nachdem er mehrere U-Auswahlen des DFB durchlaufen und 2007 an der EM der U-19 teilgenommen hatte, bestritt er 2008 ein Spiel für die polnische Nationalmannschaft. Als offensiver Mittelfeldspieler beherrscht er neben der Stürmerposition auch das Spiel auf den Außenbahnen.

## Karriere

### Vereinskarriere
Tyrała begann mit dem Fußballspielen beim BV Bad Sassendorf. Er wechselte als Elfjähriger zu Borussia Dortmunds D-Jugend und durchlief alle Jugendmannschaften. Schon als B-Jugendlicher gelang ihm mit 16 Jahren der Sprung in den Bundesliga-Kader von Borussia Dortmund. In der Vorbereitung auf die Saison 2005/06 zog er sich im Training bei einem Zweikampf mit Jan Koller einen Riss des vorderen Kreuzbandes im linken Knie zu und musste ein halbes Jahr pausieren.
Tyrała wurde mit dem dritten Platz als „Nachwuchsspieler des Jahres 2005“ (Fritz-Walter-Medaille) in der Kategorie U-17 (B-Jugend) vom DFB ausgezeichnet. Im April 2005 verletzte er sich ein weiteres Mal im Training am Innenmeniskus.
In der Vorbereitung auf die Saison 2006/07 kam er in mehreren Testspielen zum Einsatz; sein Bundesliga-Debüt gab er am Abend des 22. September 2006 bei der Auswärtsniederlage gegen Borussia Mönchengladbach. Tyrała wurde in der zweiten Halbzeit eingewechselt. In der Folgezeit wurde er zumeist in der zweiten Mannschaft eingesetzt.
Zur Saison 2010/11 unterschrieb Tyrała einen Vertrag beim Zweitliga-Aufsteiger VfL Osnabrück. Sein erstes Pflichtspiel für den VfL bestritt er am 13. August 2010 im DFB-Pokal Spiel gegen den 1. FC Kaiserslautern und erzielte in diesem Spiel sein erstes Tor für die Osnabrücker. Am 22. August stand Tyrała auch beim Ligaauftaktspiel gegen den MSV Duisburg auf dem Platz. Am 19. September 2010 erzielte er sein erstes Zweitligator für den VfL Osnabrück. Der VfL stieg nach den Relegationsspielen gegen Dynamo Dresden aus der Zweiten Bundesliga ab. Daraufhin ging Tyrała zum Zweitligisten SpVgg Greuther Fürth. Sein bis zum Sommer 2014 laufender Vertrag wurde wegen mehrerer schwerer Verletzungen nicht verlängert.
Im Juni 2014 wechselte Tyrała zum Drittligisten FC Rot-Weiß Erfurt, bei dem er zunächst einen Einjahresvertrag unterschrieb. Nach 37 Einsätzen und vier Toren in seinem ersten Jahr verlängerte er seine Vertragslaufzeit bis 2018. In seinem zweiten Jahr kam er auf 36 Spiele und fünf Tore und belegte mit Rot-Weiß Erfurt den achten Abschlussrang.
Im Juni 2017 schloss er sich der Zweiten Mannschaft von Mainz 05 an und absolvierte 47 Spiele in der Regionalliga Südwest.

### Nationalmannschaft
Tyrała bestritt für die Junioren-Nationalmannschaften des DFB 16 Spiele und erzielte dabei fünf Tore. Unter anderem nahm er 2007 mit der deutschen Mannschaft an der U19-Europameisterschaft in Österreich teil. Am 21. November 2008 wurde er in die polnische Nationalmannschaft berufen, für die er am 14. Dezember sein Debüt gegen Serbien gab. Zwischen 2009 und 2010 spielte er außerdem für die polnische U-21-Nationalmannschaft.

### Trainerkarriere
Wegen Knieproblemen beendete Tyrała seine Profikarriere 2019 und schloss sich seinem Jugendverein BV Bad Sassendorf an. Dort verstärkte er das Trainerteam und lief als Spieler in der Kreisliga A auf. 2021 wechselte er zunächst als Trainer zu Türkspor Dortmund und wenig später zum TuS Bövinghausen, den er im Dezember 2022 wieder in Richtung Türkspor verließ. Dort wurde er, unter dessen Regie der Aufstieg in die Regionalliga West zur Saison 2024/2025 geschafft wurde, nach dem ersten Sieg in der neuen Spielklasse nach dem siebten Spieltag entlassen. Anfang November 2024 kehrte Tyrala nach knapp zweimonatiger Pause als Cheftrainer in die Regionalliga zurück und übernahm den Wuppertaler SV.

## Erfolge
- Thüringer Landespokal: Sieger 2017 mit dem FC Rot-Weiß Erfurt